# 石川昌
石川 昌（いしかわ まさし、1922年（大正11年）5月15日 - 2016年（平成28年）9月12日）は、昭和から平成時代の政治家。元千葉県木更津市長。元海上自衛官。最終階級は海将補。

## 経歴
木更津市出身。東京府立四中（現・東京都立戸山高等学校）を経て、海軍経理学校に進み、1942年に卒業後、戦艦伊勢や武蔵などに乗り組んだ。復員後は東大に進み、1949年（昭和24年）東京大学法学部政治学科卒業。公職追放中だった事から官庁入りはかなわず、日本シルクに入社した。
1955年（昭和30年）海上自衛隊に入隊、木更津航空補給所長を務めた。
1979年（昭和54年）、木更津市長選挙に初当選し1995年（平成7年）まで4期務めた。
老人福祉、校舎、体育館、プール、公民館、クリーンセンター、さつき園、市民総合福祉会館、木更津駅西口再開発ビル等の施設整備、かずさアカデミアパーク事業の推進、東京湾横断道路、東関東自動車道館山線の建設促進に尽くした。

## 栄典
- 1997年（平成9年） - 勲四等旭日小綬章[1]
- 2016年（平成28年） - 従四位（正七位から進階）[5]

## 親族
- 石川善之助 - 父、初代木更津市長
- 石川哲久 - 息子、元建設官僚、木更津市議会議員